# Brania furcelligera
Brania furcelligera är en ringmaskart som först beskrevs av Augener 1913.  Brania furcelligera ingår i släktet Brania och familjen Syllidae.
Artens utbredningsområde är havet kring Nya Zeeland. Inga underarter finns listade i Catalogue of Life.